# Barbarea sicula
Espèce
Statut de conservation UICN

 DD  : Données insuffisantes
Barbarea sicula est une espèce de plantes à fleurs de la famille des Brassicacées.